# Аманауз (гостиница)
Гостиница «Аманауз» — строящийся гостиничный комплекс, расположенный в посёлке Домбай в Карачаево-Черкесии. Название гостиницы происходит от горной реки и ущелья Аманауз, расположенных в непосредственной близости. В 2025 году на месте старой гостиницы строительная компания «Семья» начала строительство первого инвестиционного отеля 5*  "Аманауз" в Домбае. В отеле предусмотрены: 454 номера с ремонтом и мебелью для комфортного проживания гостей, SPA-зона площадью 2030 м², множество развлечений.   
Запуск отеля запланирован на 1 квартал 2029 года.

## История

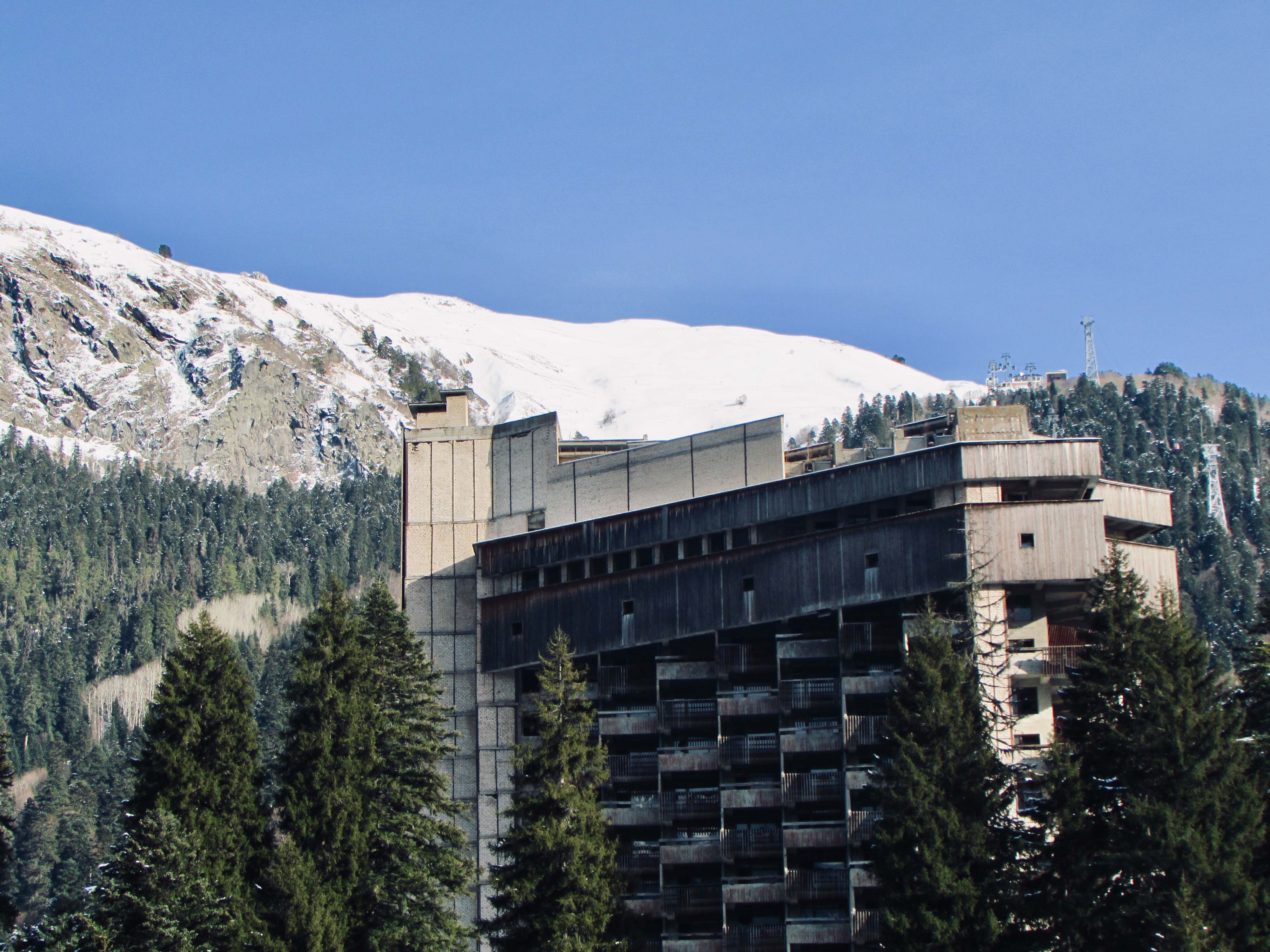
Вид на гостиницу «Аманауз» в 2020 году

Решение о строительстве гостиницы  в стиле советского модернизма было принято постановлением Совета Министров РСФСР и Всесоюзного Центрального Совета Профессиональных Союзов № 600 от 6 ноября 1981 года. Строительство началось в 1983 году, а завершить работы планировали к 1985 году. В это время Домбай активно развивался как горнолыжный центр: начиная с 1960-х годов здесь велось интенсивное строительство инфраструктуры для зимнего туризма, включая канатные дороги и гостиницы, такие как «Домбай», «Горные Вершины» и «Крокус». Автором архитектурного проекта «Аманауз» выступил архитектор Евсей Перченков и и Г. Костомаров, специалисты в области строительства туристических объектов, который также разработал проект другой гостиницы в Домбае — «Горные Вершины». Гостиница получила название «Аманауз» по протекающей рядом горной реке и одноимённому ущелью. В новом комплексе планировалось разместить 480 номеров, а также открыть развлекательный центр с кафе, ресторанами, кинотеатром и концертным залом на 630 мест.
За несколько месяцев до сдачи в эксплуатацию строительство было остановлено. На тот момент в здании уже были отштукатурены стены, установлены двери и проведены все необходимые коммуникации. Точная причина приостановки строительства остаётся неизвестной, но среди местных жителей распространены несколько версий. Одна из них предполагает, что причиной стал треснувший фундамент. Однако это не подтверждено, и большинство зданий в Домбае строились с расчётом на устойчивость к оползням и землетрясениям силой до восьми-девяти баллов. Более того, в 1993 году здание было включено в список приоритетных объектов, подлежащих строительству и реконструкции в 1993—1994 годах, что маловероятно в случае повреждения фундамента. Другая версия связывает остановку строительства с нехваткой финансирования, но исследователи отмечают, что гостиница находилась под управлением ВЦСПС, которому принадлежало множество туристических объектов по всей стране, и организация вряд ли испытывала финансовые трудности. Ещё одна версия утверждает, что проект заморозили из-за невозможности реализовать уникальный архитектурный замысел: по слухам, гостиница должна была вращаться вокруг своей оси, но как это осуществить, учёные так и не нашли решения. Однако эта версия также маловероятна. В 1990-е и 2000-е годы здание переходило от одного собственника к другому. По состоянию на 2024 год оно по-прежнему стоит заброшенным — кому принадлежат здание и прилегающая территория, доподлинно неизвестно. Территория площадью 1700 м² используется как парковка.

В конце ноября 2024 года начались работы по сносу гостиницы, на месте которой в дальнейшем планируется строительство пятизвездочного отеля.
Настоящее время

Инвестиционный отель Аманауз 5*

В мае 2025 года на Кавказском инвестиционном форуме строительная компания «Семья» и правительство Карачаево-Черкесской Республики подписали соглашение о строительстве первого Wellness-отеля в Домбае. Новое здание займет площадь в 47 тысяч квадратных метров и будет включать 454 номера. 
Проект станет первым пятизвездочным инвестиционным отелем мирового уровня в Домбае.
Архитекторам предстоит непростая задача: создать современное здание, сохранив при этом элементы исторического памятника «Аманауз». Поэтому материалы и внешний облик отеля будут напоминать полюбившийся многим объект.
Открытие отеля запланировано на первый квартал 2029 года.
Новый проект уже стал победителем премии «Рекорды рынка недвижимости 2025» 

## Архитектурный стиль
18-этажная гостиница «Аманауз» была построена в стиле советского модернизма. Здание возведено на опорах, что позволяло гостям проходить под ним. Это особенно удобно для горнолыжников, которые могли подъезжать к дверям прямо с трасс. Балконы гостиницы, выполненные в виде «пчелиных сот», напоминают кабины канатной дороги. При этом сами номера были достаточно небольшими — около 10 м², — однако обладали панорамными видами на горы. Все комнаты были расположены под углом 45 градусов к коридорам, из-за чего коридоры приобрели зигзагообразную форму. Архитектор «Аманауза», Евсей Перченков, являлся сторонником органической архитектуры и стремился возводить здания в гармонии с природной средой. Поэтому все гостиницы были отделаны деревянными решётчатыми конструкциями, подчёркивающими связь здания с природой. Подобные архитектурные решения встречаются также во французских Альпах. В гостинице была построена и просторная терраса, предположительно предназначавшаяся для смотровой площадки и ресторана.